# 도리스 듀크 (1912년)
도리스 듀크(Doris Duke, 1912년 11월 22일 ~ 1993년 10월 28일)는 미국의 미술가이자 무용가이고 사교 활용가이며 박애주의자였다.

## 주요 이력
미국 뉴욕주 뉴욕 시티에서 출생하였고 한때 미국 캘리포니아주 베벌리 힐스에서 잠시 유년기를 보낸 적이 있는 그녀는 1931년 서양화가로 첫 입문하였다.
그녀는 1942년 제2차 세계 대전 시절에 뛰어난 사교 스킬로 이름을 날렸다.
그 후 아방가르드를 표방키도 한 그녀는 1982년에서 1983년까지는 프랭클린 델라노 루스벨트 주니어 前 미국 컬럼비아 대학교 겸임교수와 절친으로 지내기도 하였다.